# Uchowskij
Uchowskij (ros. Уховский) – osiedle w Rosji, w obwodzie irkuckim, w rejonie kujtuńskim. W 2010 liczyło 1160 mieszkańców.